# 蕭続
蕭 続（蕭續、しょう ぞく、天監3年（504年）- 中大同2年1月4日（547年2月9日））は、南朝梁の武帝蕭衍の五男。廬陵威王。字は世訢。

## 経歴
蕭衍と丁貴嬪のあいだの子として生まれた。天監8年（509年）、廬陵郡王に封じられた。天監10年（511年）、軽車将軍・南彭城琅邪二郡太守に任じられた。天監13年（514年）、会稽郡太守に転じた。天監16年（517年）、都督江州諸軍事・雲麾将軍・江州刺史となった。普通元年（520年）、召還されて宣毅将軍・領石頭戍事となった。
蕭続は膂力にすぐれ、狩猟で騎射すると必ず命中させたので、蕭衍は「これはわたしの任城である」と評した。かつて臨賀王蕭正徳や胡貴通・趙伯超らとともに蕭衍の前で騎射の腕くらべをおこなって、蕭続は優勝してみせた。普通3年（522年）、使持節・都督雍梁秦沙四州諸軍事・西中郎将・雍州刺史となった。普通7年（526年）、宣毅将軍の位を加えられた。中大通2年（530年）、使持節・都督雍梁秦沙四州諸軍事・平北将軍・寧蛮校尉・雍州刺史となった。中大通4年（532年）、安北将軍に転じた。大同元年（535年）、使持節・都督江州諸軍事・安南将軍・江州刺史となった。大同3年（537年）、召還されて護軍将軍・領石頭戍事となった。大同5年（539年）、驃騎将軍・開府儀同三司の位を受けた。使持節・都督荊郢司雍南北秦梁巴華九州諸軍事・荊州刺史として出向した。
中大同2年正月壬寅（547年2月9日）、荊州で死去した。享年は44。司空・散騎常侍・驃騎大将軍の位を追贈された。諡は威といった。

## 子女
- 蕭憑（後嗣、罪により処刑された）
- 蕭応（蕭憑の死後に後を嗣いだ）

## 伝記資料
- 『梁書』巻29 列伝第23
- 『南史』巻53 列伝第43